# Copa do Nordeste 2015
Die Copa do Nordeste 2015 war die zwölfte Austragung der Copa do Nordeste, eines regionalen Fußballpokalwettbewerbs in Brasilien, der vom nationalen Fußballverband CBF organisiert wurde. Es startete am 3. Februar und endete am 29. April 2015.
Der Turniersieger qualifizierte sich für die Teilnahme an der Copa Sudamericana 2015 sowie der Troféu Asa Branca 2016. Der Turniersieger Ceará SC gab seinen Startplatz in der Sudamericana, aufgrund von Terminüberschneidungen mit Spielen im Copa do Brasil 2015, an den Zweitplatzierten den EC Bahia ab.

## Modus
Das Turnier wurde zunächst in einer Gruppenphasen mit Hin- und Rückspiel ausgetragen. Die 20 Teilnehmer trafen in fünf Gruppen zu je vier Klubs aufeinander. Die jeweiligen Gruppenbesten und die drei besten Gruppenzweiten zogen in die zweite Runde ein. Diese wurde im Pokalmodus ab einem Viertelfinale ebenfalls Hin- und Rückspielen bis zu den Finals ausgespielt.

## Teilnehmer
Im Gegensatz zum Vorjahr wurde das Teilnehmerfeld um vier Klubs auf 20 erhöht. Diese kamen aus den Bundesstaaten Alagoas, Bahia, Ceará, Paraíba, Pernambuco, Rio Grande do Norte und Sergipe. Neu dabei waren jeweils zwei Teilnehmer aus Maranhão und Piauí, welche zuletzt 1971 teilnahmen.
Die Teilnehmer waren:
| Bundesstaat         | Klub                    | Qualifizierung                      |
| ------------------- | ----------------------- | ----------------------------------- |
| Alagoas             | AA Coruripe             | Staatsmeister 2014                  |
| Alagoas             | Clube de Regatas Brasil | 2. Staatsmeister 2014               |
| Bahia               | EC Bahia                | Staatsmeister 2014                  |
| Bahia               | Serrano SC              | Vorrunden Bester Staatsmeister 2014 |
| Bahia               | EC Vitória              | 2. Staatsmeister 2014               |
| Ceará               | Ceará SC                | Staatsmeister 2014                  |
| Ceará               | Fortaleza EC            | 2. Staatsmeister 2014               |
| Maranhão            | Moto Club de São Luís   | 2. Staatsmeister 2014               |
| Maranhão            | Sampaio Corrêa FC       | Staatsmeister 2014                  |
| Paraíba             | Botafogo FC (PB)        | Staatsmeister 2014                  |
| Paraíba             | Campinense Clube        | 2. Staatsmeister 2014               |
| Pernambuco          | Náutico Capibaribe      | 2. Staatsmeister 2014               |
| Pernambuco          | Salgueiro AC            | 3. Staatsmeister 2014               |
| Pernambuco          | Sport Recife            | Staatsmeister 2014                  |
| Piauí               | Piauí EC                | 2. Staatsmeister 2014               |
| Piauí               | Ríver AC                | Staatsmeister 2014                  |
| Rio Grande do Norte | América FC (RN)         | Staatsmeister 2014                  |
| Rio Grande do Norte | Globo FC                | 2. Staatsmeister 2014               |
| Sergipe             | AD Confiança            | Staatsmeister 2014                  |
| Sergipe             | AD Socorrense           | 2. Staatsmeister 2014               |

## Gruppenphase
Für die Zuordnung der Teilnehmer zu den Gruppen wurden vier Lostöpfe gebildet. Die Teilnehmer wurden in der Reihenfolge ihres Rankings beim CBF zugeordnet.
| Topf A                  | Topf B                       | Topf C                      | Topf D            |
| ----------------------- | ---------------------------- | --------------------------- | ----------------- |
| EC Vitória (15)         | América FC (RN) (28)         | Campinense Clube (65)       | Globo FC (−)      |
| EC Bahia (17)           | Fortaleza EC (35)            | Botafogo FC (PB) (77)       | Piauí EC (−)      |
| Náutico Capibaribe (21) | Salgueiro AC (47)            | AD Confiança (87)           | Ríver AC (−)      |
| Ceará SC (22)           | Clube de Regatas Brasil (50) | AA Coruripe (122)           | Serrano SC (−)    |
| Sport Recife (24)       | Sampaio Corrêa FC (53)       | Moto Club de São Luís (201) | AD Socorrense (−) |

### Gruppe A
| Pl. | Verein          | Sp. | S | U | N | Tore    | Diff. | Punkte |
| --- | --------------- | --- | - | - | - | ------- | ----- | ------ |
| 1.  | EC Vitória      | 6   | 5 | 0 | 1 | 012:500 | +7    | 15     |
| 2.  | América FC (RN) | 6   | 3 | 1 | 2 | 012:900 | +3    | 10     |
| 3.  | AD Confiança    | 6   | 1 | 2 | 3 | 003:800 | −5    | 05     |
| 4.  | Serrano SC      | 6   | 1 | 1 | 4 | 009:140 | −5    | 04     |

| Datum       |           | Ergebnis  |           | Stadion         |
| ----------- | --------- | --------- | --------- | --------------- |
| 4. Februar  | Confiança | 1:0 (0:0) | Vitória   | Batistão        |
| 5. Februar  | Serrano   | 1:5 (0:1) | América   | Lomantão        |
| 11. Februar | América   | 1:0 (0:0) | Confiança | Arena das Dunas |
| 11. Februar | Vitória   | 3:1 (3:1) | Serrano   | Barradão        |
| 18. Februar | Vitória   | 2:1 (1:0) | América   | Barradão        |
| 18. Februar | Confiança | 1:1 (0:0) | Serrano   | Batistão        |
| 4. März     | América   | 1:3 (1:1) | Vitória   | Arena das Dunas |
| 5. März     | Serrano   | 3:0 (1:0) | Confiança | Robertão        |
| 11. März    | Serrano   | 1:2 (0:1) | Vitória   | Lomantão        |
| 11. März    | Confiança | 1:1 (1:0) | América   | Batistão        |
| 18. März    | América   | 3:2 (2:1) | Serrano   | Arena das Dunas |
| 18. März    | Vitória   | 2:0 (2:0) | Confiança | Barradão        |

### Gruppe B
| Pl. | Verein            | Sp. | S | U | N | Tore    | Diff. | Punkte |
| --- | ----------------- | --- | - | - | - | ------- | ----- | ------ |
| 1.  | Sport Recife      | 6   | 3 | 1 | 2 | 011:600 | +5    | 10     |
| 2.  | AA Coruripe       | 6   | 1 | 4 | 1 | 006:700 | −1    | 07     |
| 3.  | Sampaio Corrêa FC | 6   | 3 | 2 | 1 | 013:110 | +2    | 05 *   |
| 4.  | AD Socorrense     | 6   | 0 | 3 | 3 | 006:120 | −6    | 03     |

| Datum       |                | Ergebnis  |                | Stadion          |
| ----------- | -------------- | --------- | -------------- | ---------------- |
| 4. Februar  | Coruripe       | 1:1 (1:0) | Socorrense     | Gerson Amaral    |
| 4. Februar  | Sampaio Corrêa | 3:2 (0:1) | Sport          | Castelão         |
| 11. Februar | Sport          | 0:0       | Coruripe       | Ilha do Retiro   |
| 12. Februar | Socorrense     | 2:2 (1:0) | Sampaio Corrêa | Mendonção        |
| 19. Februar | Sport          | 3:1 (0:0) | Socorrense     | Ilha do Retiro   |
| 20. Februar | Sampaio Corrêa | 0:0       | Coruripe       | Castelão         |
| 4. März     | Coruripe       | 3:5 (2:3) | Sampaio Corrêa | Gerson Amaral    |
| 4. März     | Socorrense     | 0:3 (0:1) | Sport          | Batistão (1.234) |
| 10. März    | Sampaio Corrêa | 2:1 (0:0) | Socorrense     | Castelão         |
| 11. März    | Coruripe       | 1:0 (0:0) | Sport          | Gerson Amaral    |
| 18. März    | Socorrense     | 1:1 (0:0) | Coruripe       | Batistão         |
| 18. März    | Sport          | 3:1 (1:0) | Sampaio Corrêa | Ilha do Retiro   |

### Gruppe C
| Pl. | Verein                | Sp. | S | U | N | Tore    | Diff. | Punkte |
| --- | --------------------- | --- | - | - | - | ------- | ----- | ------ |
| 1.  | Salgueiro AC          | 6   | 2 | 4 | 0 | 009:400 | +5    | 10     |
| 2.  | Náutico Capibaribe    | 6   | 2 | 2 | 2 | 010:110 | −1    | 08     |
| 3.  | Moto Club de São Luís | 6   | 1 | 3 | 2 | 005:700 | −2    | 06     |
| 4.  | Piauí EC              | 6   | 0 | 5 | 1 | 004:600 | −2    | 05     |

| Datum       |           | Ergebnis  |           | Stadion          |
| ----------- | --------- | --------- | --------- | ---------------- |
| 5. Februar  | Náutico   | 2:2 (0:1) | Salgueiro | Arena Pernambuco |
| 5. Februar  | Piauí     | 0:0       | Moto Club | Albertão         |
| 10. Februar | Salgueiro | 0:0       | Piauí     | Salgueirão       |
| 14. Februar | Moto Club | 3:1 (0:1) | Náutico   | Castelão         |
| 18. Februar | Salgueiro | 3:0 (1:0) | Moto Club | Salgueirão       |
| 19. Februar | Piauí     | 0:2 (0:1) | Náutico   | Barretão         |
| 5. März     | Moto Club | 1:1 (1:0) | Salgueiro | Castelão         |
| 5. März     | Náutico   | 3:3 (0:0) | Piauí     | Arena Pernambuco |
| 11. März    | Piauí     | 0:0       | Salgueiro | Lindolfinho      |
| 12. März    | Náutico   | 1:0 (0:0) | Moto Club | Arena Pernambuco |
| 18. März    | Salgueiro | 3:1 (2:0) | Náutico   | Salgueirão       |
| 18. März    | Moto Club | 1:1 (0:0) | Piauí     | Castelão         |

### Gruppe D
| Pl. | Verein           | Sp. | S | U | N | Tore    | Diff. | Punkte |
| --- | ---------------- | --- | - | - | - | ------- | ----- | ------ |
| 1.  | Ceará SC         | 6   | 3 | 3 | 0 | 005:400 | +1    | 12     |
| 2.  | Fortaleza EC     | 6   | 3 | 2 | 1 | 009:600 | +3    | 11     |
| 3.  | Ríver AC         | 6   | 2 | 2 | 2 | 006:700 | −1    | 08     |
| 4.  | Botafogo FC (PB) | 3   | 0 | 1 | 2 | 003:800 | −5    | 01     |

| Datum       |           | Ergebnis  |           | Stadion  |
| ----------- | --------- | --------- | --------- | -------- |
| 3. Februar  | Botafogo  | 1:2 (0:1) | Ríver     | Almeidão |
| 4. Februar  | Ceará     | 1:1 (0:0) | Fortaleza | Castelão |
| 10. Februar | Fortaleza | 2:1 (1:1) | Botafogo  | Castelão |
| 11. Februar | Ríver     | 1:1 (1:1) | Ceará     | Albertão |
| 18. Februar | Ríver     | 2:2 (0:2) | Fortaleza | Albertão |
| 19. Februar | Ceará     | 1:0 (0:0) | Botafogo  | Castelão |
| 3. März     | Fortaleza | 2:0 (0:0) | Ríver     | Castelão |
| 4. März     | Botafogo  | 1:1 (0:0) | Ceará     | Almeidão |
| 11. März    | Ceará     | 1:0 (0:0) | Ríver     | Castelão |
| 11. März    | Botafogo  | 0:1 (0:0) | Fortaleza | Almeidão |
| 18. März    | Fortaleza | 1:2 (0:1) | Ceará     | Castelão |
| 18. März    | Ríver     | 1:0 (0:0) | Botafogo  | Albertão |

### Gruppe E
| Pl. | Verein                  | Sp. | S | U | N | Tore    | Diff. | Punkte |
| --- | ----------------------- | --- | - | - | - | ------- | ----- | ------ |
| 1.  | EC Bahia                | 6   | 3 | 3 | 0 | 009:600 | +3    | 12     |
| 2.  | Campinense Clube        | 6   | 2 | 2 | 2 | 005:500 | ±0    | 08     |
| 3.  | Clube de Regatas Brasil | 6   | 1 | 3 | 2 | 007:800 | −1    | 06     |
| 4.  | Globo FC                | 6   | 1 | 2 | 3 | 002:400 | −2    | 05     |

| Datum       |            | Ergebnis  |            | Stadion    |
| ----------- | ---------- | --------- | ---------- | ---------- |
| 4. Februar  | Bahia      | 1:0 (1:0) | Campinense | Fonte Nova |
| 5. Februar  | Globo      | 0:0       | CRB        | Barretão   |
| 11. Februar | CRB        | 3:3 (2:1) | Bahia      | Trapichão  |
| 12. Februar | Campinense | 0:0       | Globo      | O Amigão   |
| 18. Februar | Globo      | 1:2 (1:0) | Bahia      | Barretão   |
| 19. Februar | CRB        | 1:0 (1:0) | Campinense | Trapichão  |
| 5. März     | Bahia      | 1:0 (0:0) | Globo      | Fonte Nova |
| 5. März     | Campinense | 3:2 (2:1) | CRB        | O Amigão   |
| 12. März    | Globo      | 0:1 (0:0) | Campinense | Barretão   |
| 12. März    | Bahia      | 1:1 (0:1) | CRB        | Fonte Nova |
| 18. März    | CRB        | 0:1 (0:0) | Globo      | Trapichão  |
| 18. März    | Campinense | 1:1 (0:0) | Bahia      | O Amigão   |

## Finalrunde

### Turnierplan
|  | Viertelfinale       | Viertelfinale | Viertelfinale | Viertelfinale | Viertelfinale |            |            | Halbfinale | Halbfinale | Halbfinale | Halbfinale | Halbfinale |  |  | Finale | Finale | Finale | Finale | Finale |
|  |                     |               |               |               |               |            |            |            |            |            |            |            |  |  |        |        |        |        |        |
|  | Ceará               | Fortaleza     | 1             | 0             | 1 (2)         |            |            |            |            |            |            |            |  |  |        |        |        |        |        |
|  | Pernambuco          | Sport         | 0             | 1             | 1 (4)         |            |            |            |            |            |            |            |  |  |        |        |        |        |        |
|  | Pernambuco          | Sport         | 0             | 1             | 1 (4)         | Pernambuco | Sport      | 0          | 2          | 2          |            |            |  |  |        |        |        |        |        |
|  |                     |               |               |               |               | Pernambuco | Sport      | 0          | 2          | 2          |            |            |  |  |        |        |        |        |        |
|  |                     | Bahia         | Bahia         | 0             | 3             | 3          |            |            |            |            |            |            |  |  |        |        |        |        |        |
|  | Paraíba             | Bahia         | Bahia         | 0             | 3             | 3          | Campinense | 0          | 0          | 0          |            |            |  |  |        |        |        |        |        |
|  | Paraíba             |               |               |               |               |            | Campinense | 0          | 0          | 0          |            |            |  |  |        |        |        |        |        |
|  | Bahia               | Bahia         | 0             | 1             | 1             |            |            |            |            |            |            |            |  |  |        |        |        |        |        |
|  |                     |               |               |               |               |            | Bahia      | Bahia      | 0          | 1          | 1          |            |  |  |        |        |        |        |        |
|  |                     | Ceará         | Ceará         | 1             | 2             | 3          |            |            |            |            |            |            |  |  |        |        |        |        |        |
|  | Pernambuco          | Salgueiro     | 0             | 1             | 1             |            |            |            |            |            |            |            |  |  |        |        |        |        |        |
|  | Ceará               | Ceará         | 2             | 2             | 4             |            |            |            |            |            |            |            |  |  |        |        |        |        |        |
|  | Ceará               | Ceará         | 2             | 2             | 4             | Ceará      | Ceará      | 0          | 2          | 2          |            |            |  |  |        |        |        |        |        |
|  |                     |               |               |               |               | Ceará      | Ceará      | 0          | 2          | 2          |            |            |  |  |        |        |        |        |        |
|  |                     | Bahia         | Vitória       | 0             | 2             | 2          |            |            |            |            |            |            |  |  |        |        |        |        |        |
|  | Rio Grande do Norte | Bahia         | Vitória       | 0             | 2             | 2          | América    | 0          | 2          | 2          |            |            |  |  |        |        |        |        |        |
|  | Rio Grande do Norte |               |               |               |               |            | América    | 0          | 2          | 2          |            |            |  |  |        |        |        |        |        |
|  | Bahia               | Vitória       | 1             | 4             | 5             |            |            |            |            |            |            |            |  |  |        |        |        |        |        |

### Viertelfinale
| Datum    |              | Ergebnis        |              | Stadion (Zuschauer)     |
| -------- | ------------ | --------------- | ------------ | ----------------------- |
| 25. März | Fortaleza EC | 1:0 (0:0)       | Sport Recife | Castelão (24.971)       |
| 29. März | Sport Recife | 1:0 (1:0)       | Fortaleza EC | Ilha do Retiro (21.252) |
| Gesamt:  | Fortaleza EC | 1:1 (4:2 i. E.) | Sport Recife | (45.223)                |

| Datum    |                  | Ergebnis  |                  | Stadion (Zuschauer) |
| -------- | ---------------- | --------- | ---------------- | ------------------- |
| 25. März | Campinense Clube | 0:0       | EC Bahia         | O Amigão (5.683)    |
| 28. März | EC Bahia         | 1:0 (1:0) | Campinense Clube | Fonte Nova (23.218) |
| Gesamt:  | Campinense Clube | 0:1       | EC Bahia         | (28.901)            |

| Datum    |              | Ergebnis  |              | Stadion (Zuschauer) |
| -------- | ------------ | --------- | ------------ | ------------------- |
| 25. März | Salgueiro AC | 0:2 (0:1) | Ceará SC     | Salgueirão (8.089)  |
| 28. März | Ceará SC     | 2:1 (1:1) | Salgueiro AC | Castelão (18.006)   |
| Gesamt:  | Salgueiro AC | 1:4       | Ceará SC     | (26.095)            |

| Datum    |                 | Ergebnis  |                 | Stadion (Zuschauer)     |
| -------- | --------------- | --------- | --------------- | ----------------------- |
| 26. März | América FC (RN) | 0:1 (0:0) | EC Vitória      | Arena das Dunas (3.841) |
| 29. März | EC Vitória      | 4:0 (1:0) | América FC (RN) | Barradão (5.609)        |
| Gesamt:  | América FC (RN) | 0:5       | EC Vitória      | (9.450)                 |

### Halbfinale
| Datum     |            | Ergebnis  |            | Stadion (Zuschauer) |
| --------- | ---------- | --------- | ---------- | ------------------- |
| 8. April  | Ceará SC   | 0:0       | EC Vitória | Castelão (23.616)   |
| 11. April | EC Vitória | 2:2 (0:0) | Ceará SC   | Barradão (10.878)   |
| Gesamt:   | Ceará SC   | (a)2:2(a) | EC Vitória | (34.494)            |

| Datum     |              | Ergebnis  |              | Stadion (Zuschauer)     |
| --------- | ------------ | --------- | ------------ | ----------------------- |
| 8. April  | Sport Recife | 0:0       | EC Bahia     | Ilha do Retiro (21.045) |
| 12. April | EC Bahia     | 3:2 (0:1) | Sport Recife | Fonte Nova (40.205)     |
| Gesamt:   | Sport Recife | 2:3       | EC Bahia     | (61.350)                |

### Finale

#### Hinspiel
| EC Bahia                                          | EC Bahia | Ceará SC | Ceará SC |
| ------------------------------------------------- | --- | --- | -------- |
| EC Bahia                                          | \| 22. April 2015 in Salvador (Fonte Nova) \| \| Ergebnis: 0:1 (0:0) \| \| Zuschauer: 40.085 \| \| Schiedsrichter: Pablo dos Santos Alves ( Paraíba) \| | \| 22. April 2015 in Salvador (Fonte Nova) \| \| Ergebnis: 0:1 (0:0) \| \| Zuschauer: 40.085 \| \| Schiedsrichter: Pablo dos Santos Alves ( Paraíba) \| | Ceará SC |
| EC Bahia                                          | Jean – Tony 84., Thales, Róbson, Patric Calmon – Wilson Pittoni, Souza 74., Tiago Real, Maxi Biancucchi – Kieza, Léo Gamalho 62. Reserve Douglas, Chicão, Adriano, Carlinhos, Yuri, Lenine, Feijão, Tchô, Rômulo 74., Willians Santana 84., Zé Roberto 62., Mateus Cheftrainer: Sérgio Soares | Luís Carlos – Samuel Xavier, Gilvan, Charles, Fernandinho – Sandro Manoel, Uillian Correia, Ricardinho, Marinho – Assisinho 79., Magno Alves 79. Reserve Tiago Campagnaro, Tiago Cametá, Carlão, Jean Cléber, Marcos Aurélio, Wescley 79., Eloir 87., João Marcos, William 79. 87., Cheftrainer: Paulo Silas | Ceará SC |
| EC Bahia                                          | 0:1 Ricardinho (71.) | | Ceará SC |
| EC Bahia                                          | Thales (76), Zé Roberto (90.+3') | Charles (22.), Luís Carlos (62.), Marinho (75.) | Ceará SC |
| 22. April 2015 in Salvador (Fonte Nova)           | | |          |
| Ergebnis: 0:1 (0:0)                               | | |          |
| Zuschauer: 40.085                                 | | |          |
| Schiedsrichter: Pablo dos Santos Alves ( Paraíba) | | |          |

#### Rückspiel
| Ceará SC                                                         | Ceará SC | EC Bahia | EC Bahia |
| ---------------------------------------------------------------- | --- | --- | -------- |
| Ceará SC                                                         | \| 29. April 2015 in Fortaleza (Castelão) \| \| Ergebnis: 2:1 (1:0) \| \| Zuschauer: 63.399 \| \| Schiedsrichter: Ítalo Medeiros de Azevedo ( Rio Grande do Norte) \| | \| 29. April 2015 in Fortaleza (Castelão) \| \| Ergebnis: 2:1 (1:0) \| \| Zuschauer: 63.399 \| \| Schiedsrichter: Ítalo Medeiros de Azevedo ( Rio Grande do Norte) \| | EC Bahia |
| Ceará SC                                                         | Luís Carlos – Samuel Xavier, Gilvan 80., Charles, Fernandinho – Sandro Manoel, Uillian Correia, Ricardinho, Wescley 61., Assisinho 74., Magno Alves Reserve Tiago Campagnaro, Gustavo Costa, Tiago Cametá 74., Wellington Carvalho, Sandro 80., Carlão, Jean Cléber, Éverton, Marcos Aurélio 61., Eloir, João Marcos, William Cheftrainer: Paulo Silas | Jean – Tony 74., Titi, Róbson, Bruno Paulista – Wilson Pittoni 67., Souza, Rômulo 46., Tiago Real – Kieza, Maxi Biancucchi Reserve Omar, Adriano, Patric Calmon, Thales, Feijão, Yuri, Gustavo Blanco, Tchô 74., Willians Santana 67., Zé Roberto 46., Mateus Cheftrainer: Sérgio Soares | EC Bahia |
| Ceará SC                                                         | 1:0 Charles (16.) 2:0 Gilvan (52.) | 2:1 Biancucchi (88.) | EC Bahia |
| Ceará SC                                                         | Wescley (60.), Correia (71.), Luís Carlos (73.) | Pittoni (29.), Tiago Real (80.) | EC Bahia |
| 29. April 2015 in Fortaleza (Castelão)                           | | |          |
| Ergebnis: 2:1 (1:0)                                              | | |          |
| Zuschauer: 63.399                                                | | |          |
| Schiedsrichter: Ítalo Medeiros de Azevedo ( Rio Grande do Norte) | | |          |

## Torschützenliste
| Pl. | Nat.        | Spieler     | Klub              | Tore |
| --- | ----------- | ----------- | ----------------- | ---- |
| 1   | Brasilianer | Max         | América FC (RN)   | 6    |
| 2   | Brasilianer | Magno Alves | Ceará SC          | 5    |
|     | Brasilianer | Kieza       | EC Bahia          | 5    |
| 4   | Brasilianer | Robert      | Sampaio Corrêa FC | 4    |